# Castillo de Chepstow
El castillo de Chepstow (en galés: Castell Cas-gwent) es una edificación ubicada en Chepstow, Monmouthshire, Reino Unido. Es la más antigua fortificación de piedra de la época posromana en Gran Bretaña que aún sobrevive. Localizado en los acantilados del río Wye, la construcción empezó en 1067 por órdenes del señor feudal normando William FitzOsbern. Originalmente conocido como Striguil, era el castillo más al sur de una cadena de fortificaciones construidas en las Marcas Galesas, y con su señorío asociado tomó el nombre del pueblo contiguo, Chepstow, en el siglo XIV.
En el siglo XII el castillo fue utilizado en la conquista de Gwent, el primer reino galés independiente en ser conquistado por los normandos. Posteriormente perteneció a dos de los más poderosos magnates anglonormandos de la Inglaterra medieval, Guillermo el Mariscal y Richard de Clare. Aun así, por el siglo XVI su importancia militar había decaído y partes de su estructura fueron convertidas para uso doméstico. A pesar de que tuvo una guarnición durante y después de la guerra civil inglesa, para 1700 había caído a decadencia. Posteriormente, con el crecimiento del turismo, el castillo se convirtió en un destino popular. 
Las ruinas fueron listadas como monumento clasificado el 6 de diciembre de 1950.

## Construcción del castillo

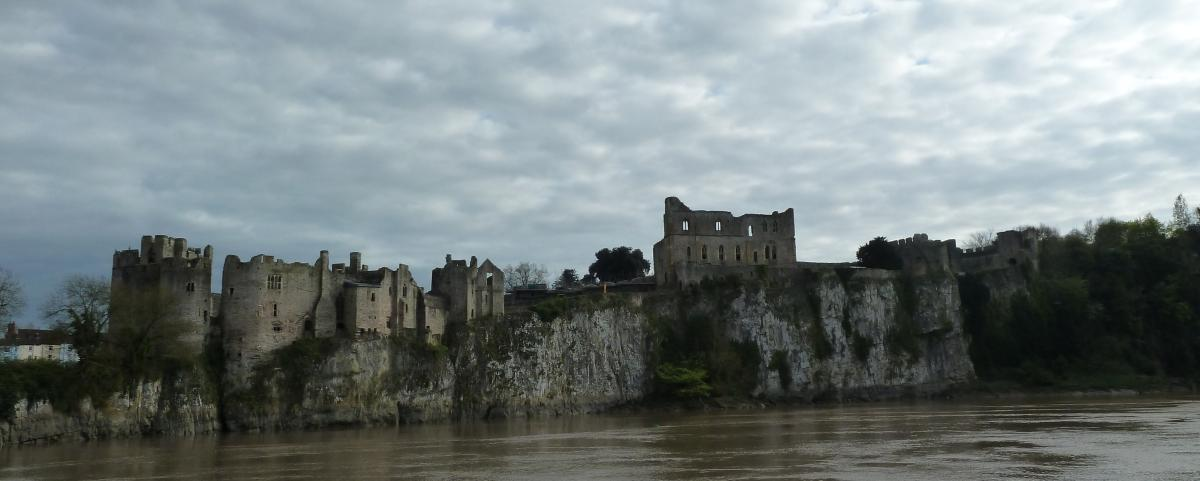
Castillo de Chepstow, visto desde la orilla norte del río Wye

El castillo de Chepstow está situado en una cresta estrecha entre el acantilado de piedra caliza del río y un valle conocido localmente como Dell. Su extensión total se puede apreciar mejor desde la orilla opuesta del río Wye. El castillo tiene cuatro baileys, añadidos uno tras otro a través de su historia. A pesar de esto, Chepstow no es un castillo defensivamente fuerte, ya que carece de un torreón fuerte ni un diseño concéntrico. Los múltiples baileys muestran su historial de construcción, el cual es generalmente agrupado en cuatro fases principales. El primer estudio arquitectónico serio de Chepstow empezó en 1904 y la descripción de Perks de 1955 fue considerada la descripción canónica por mucho tiempo. Estudios recientes han revisado los detalles de estas fases de construcción, pero mantienen la misma estructura general.

### Fundación, 1067–1188

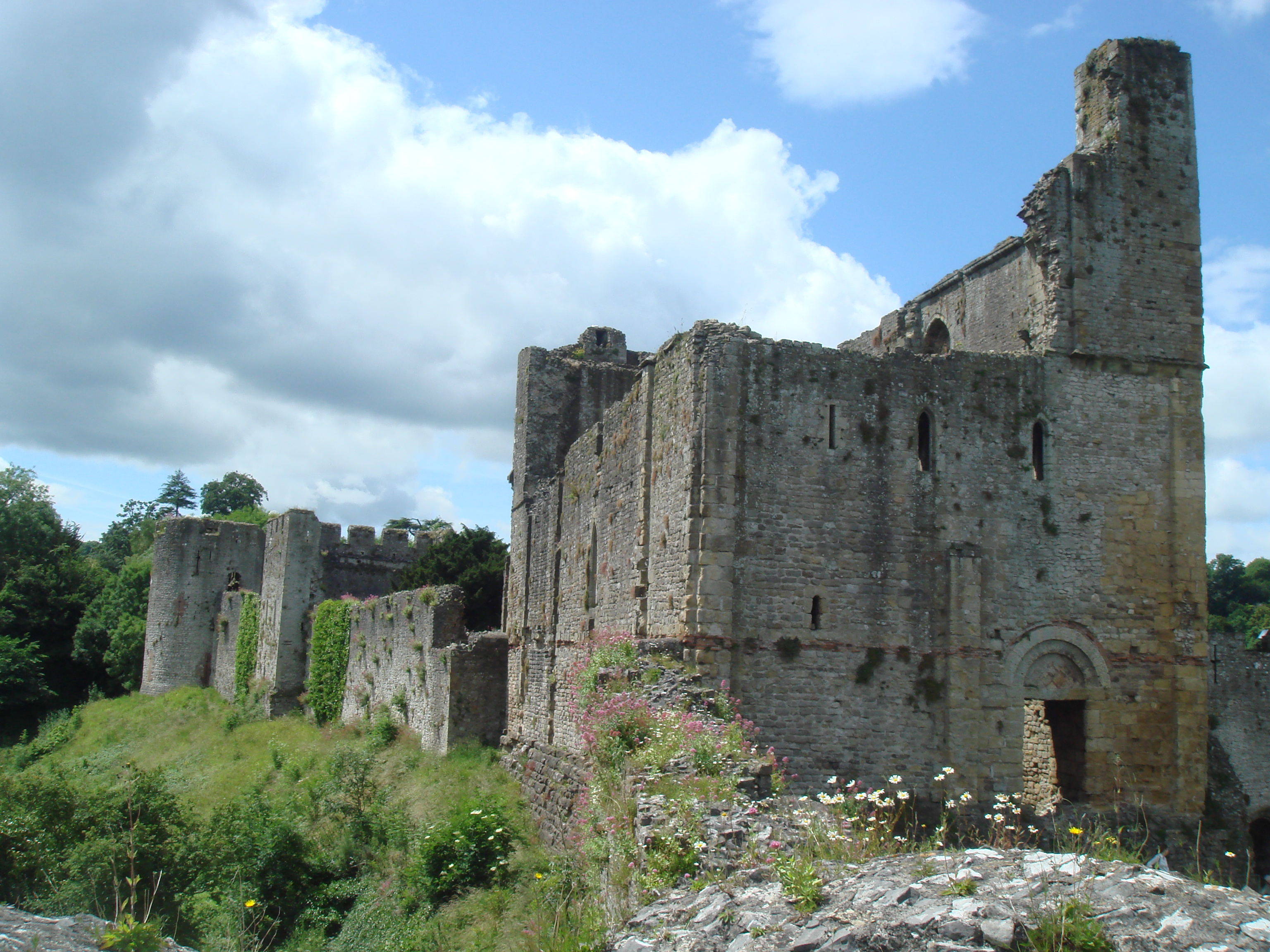
La gran torre

La velocidad con que Guillermo el Conquistador se comprometió a la creación de un castillo en Chepstow es testamento de su importancia estratégica. No existe evidencia de la existencia de un poblado en esa locación antes de que los normandos invadieran Gales, pero es posible que el sitio del castillo fuera anteriormente baluarte prehistórico o medieval temprano. El sitio domina un cruce importante en el Río Wye, una arteria de comunicaciones tierra adentro a Monmouth y Hereford. En esa época los reinos galeses en el área eran independientes de la Corona inglesa y el castillo en Chepstow también habría ayudado a suprimir ataques galeses en Gloucestershire a lo largo del río Severn. Aun así, análisis recientes sugieren que los gobernantes de Gwent, quienes recientemente habían luchado contra el rey Harold Godwinson, inicialmente podían haber estado en buenos términos con los normandos.
Los escarpados acantilados de piedra caliza junto al río proporcionaban una excelente ubicación defensiva. Los trabajos de construcción empezaron bajo William FitzOsbern en 1067 o poco después. La gran torre fue probablemente completada aproximadamente en 1090, posiblemente con la intención de ser un espectáculo de fuerza por parte del rey Guillermo al tratar con el rey galés Rhys ap Tewdwr. La torre fue construida en piedra desde el principio (en vez de madera, que era lo más común en ese tiempo), marcando su importancia como baluarte en la frontera entre Inglaterra y Gales. A pesar de que gran parte de las piedras piedras parecen haber sido excavadas localmente, hay también evidencia que algunos de los bloques fueron re-utilizados de las ruinas romanas en Caerwent.
El castillo originalmente llevó el nombre normando de Striguil, derivado de la palabra galesa ystraigl, "meandro de río". FitzOsbern también fundó un priorato cercano, contribuyendo al desarrollo de la ciudad y puerto de Chepstow durante los siglos subsecuentes. El castillo el asociado señorío de la marca fueron generalmente conocidos como Striguil hasta a finales del siglo XIV, y Chepstow a partir del siglo XV.

### Expansión por Guillermo el Mariscal y Roger Bigod, 1189–1300

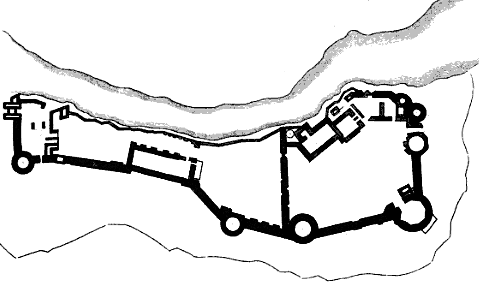
Plan del castillo de Chepstow en 1825

Más fortificaciones fueron añadidas por Guillermo el Mariscal, Conde de Pembroke, empezando en la década de 1190. La madera en las puertas de la portería ha sido datado por dendrocronología al periodo de 1159–89. El mariscal extendió y modernizó el castillo, apoyándose en su conocimiento de combate obtenido en Francia y las Cruzadas. Construyó la actual portería principal, fortaleció las defensas de la mota central con torres redondas, y, antes de su muerte en 1219, también pudiera haber reconstruido las defensas de la mota superior. Trabajos más extensos de expansión de la gran torre fueron emprendidos por los hijos de Guillermo el Mariscal, Richard, Gilbert y Walter, finalizando en 1245.
En 1270 el castillo fue heredado por Roger Bigod, 5.º Conde de Norfolk, nieto de la hija mayor de Guillermo el mariscal, Maud. Bigod construyó nuevos edificios en la mota inferior, como alojamiento para él y su familia. Fue también responsable de la construcción de la muralla del pueblo de Chepstow, alrededor de 1274–78. El castillo fue visitado por el rey Eduardo I en 1284, al final de su recorrido triunfal por Gales. Poco después, Bigod remodeló la gran torre y construyó una torre nueva (conocida más tarde como la "torre de Marten"), la cual actualmente domina el aproximación por tierra al castillo.

## Historia tardía

### Disminución en importancia defensiva, 1300–1403

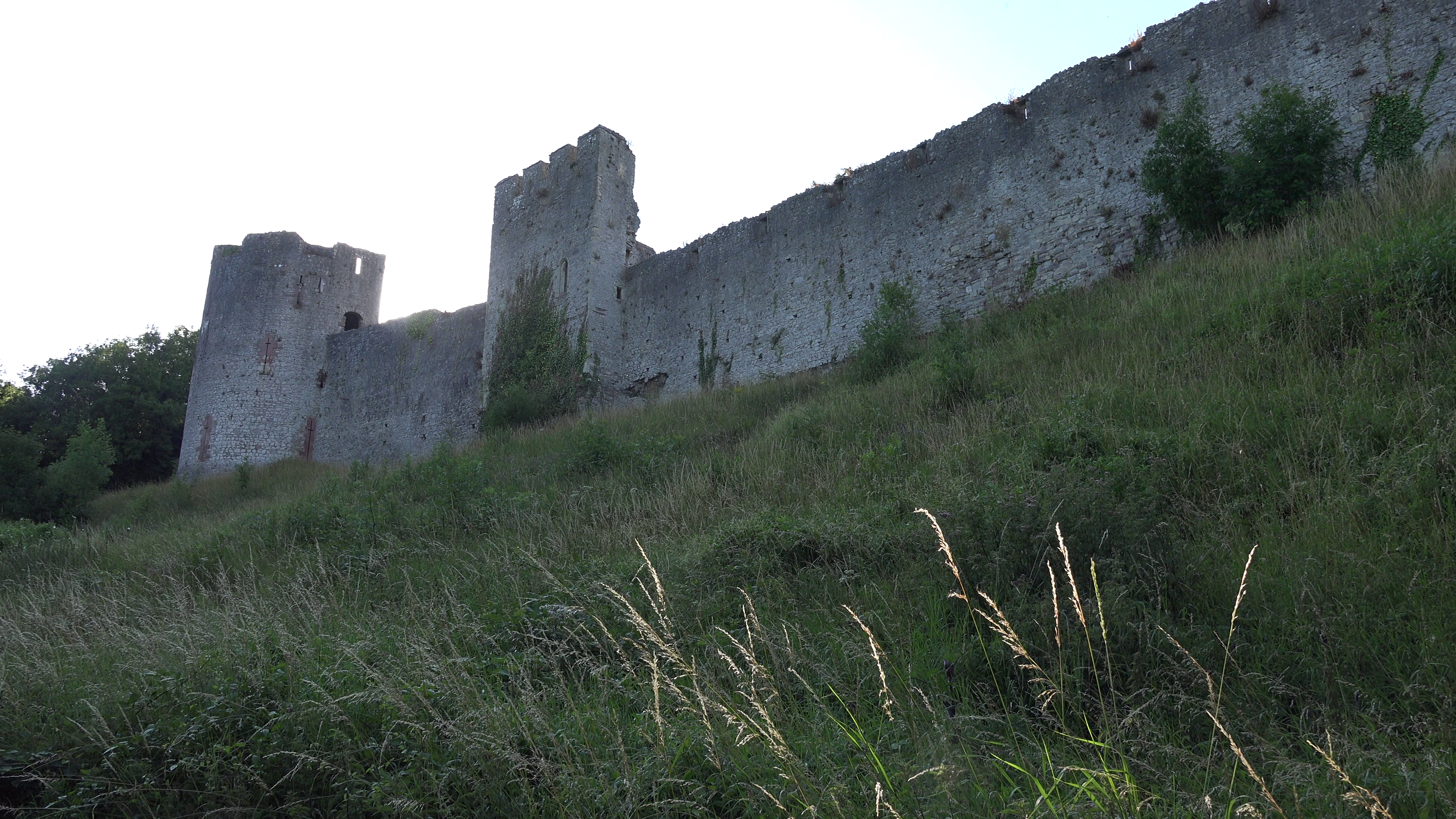
Paredes externas

A partir del siglo XIV su importancia defensiva declinó, en particular con el fin de las guerras entre Inglaterra y Gales a principios del siglo XV. En 1312 pasa al control de Thomas de Brotherton, Conde de Norfolk, y más tarde de su hija Margaret. En 1403 se coloca una guarnición de 20 soldados y sesenta arqueros, en respuesta a la rebelión de Owain Glyndŵr, pero el castillo no fue atacado.

### DelsigloXValXVII
En 1468, el castillo era parte de las propiedades concedidas por el Conde de Norfolk a William Herbert, Conde de Pembroke, a cambio de tierras en el este de Inglaterra. En 1508 pasa a Sir Charles Somerset y más tarde el Conde de Worcester, quién remodeló los edificios extensamente convirtiéndolos en alojamiento privado. Después de la abolición de los poderes autónomos de los Señores de la Marca por el rey Enrique VIII en 1542 y la incorporación de Chepstow al nuevo condado de Monmouthshire, el castillo se usa más como una gran mansión.

### La Guerra Civil y sus consecuencias
El castillo tuvo parte en la guerra civil inglesa, al estar entre los Realistas de Monmouthshire y los Parlamentarios de Gloucestershire. Estuvo en control de los Realistas y asediado en 1645 y en 1648, finalmente cayendo ante las fuerzas de los Parlamentarios el 25 de mayo de 1648. Actualmente existe un memorial a Sir Nicholas Kemeys dentrol del castillo, quién lideró la defensa de los Realistas durante la segunda guerra civil, rechaza rendirse y muere en combate.
Después de la guerra, el castillo fue cuartel de una guarnición y fuerte de artillería. Fue también utilizado como prisión política y sus prisioneros incluyeron al obispo Jeremy Taylor, y después de la restauración de la monarquía, a Henry Marten, uno de los firmantes de la sentencia de muerte de Carlos I, quien también estuvo encarcelado aquí antes de su muerte en 1680.

### Decadencia del edificio y turismo

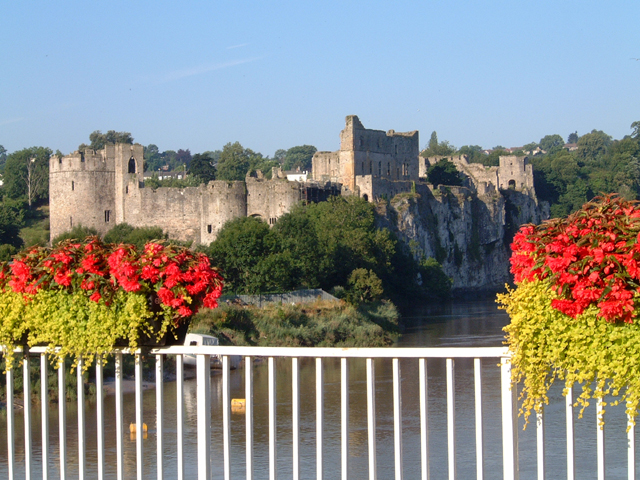
El castillo de Chepstow visto desde el puente Wye

En 1682, el castillo pasó a ser propiedad del Duque de Beaufort. En 1685 la guarnición se disuelve y se desmantelan parte de los edificios, siendo rentados sin darles mantenimiento. Varias partes del castillo fueron utilizadas como corral y una fábrica de cristal. Para finales del siglo XVIII, las ruinas del castillo eran consideradas como un atractivo pintoresca para los viajes en barca río abajo desde Ross-on-Wye vía Monmouth. La primera guía de turistas del castillo y la ciudad fue escrita por Charles Heath y publicada en 1793.

### SiglosXIXyXX
Alrededor de 1840 el turismo continuaba creciendo, particularmente con viajes cortos en encima barcos de vapor desde Bristol. Al mismo tiempo, el patio del castillo empezó para ser utilizado para festivales y eventos locales como muestras de horticultura, así como desfiles históricos. El duque de Beaufort intenta vender el castillo en 1899 pero no pudo encontrar comprador.
En 1910-11, el castillo y el lecho del río adjunto fueron el sitio de excavaciones por Orville Ward Owen, quién buscaba documentos secretos para probar que las obras de Shakespeare en realidad habían sido escritas por Francis Bacon. En 1913, la película "Ivanhoe", protagonizada por King Baggot, fue filmada en el patio. En año siguiente, el castillo fue comprado por el hombre de negocios William Royse Lysaght, de Tutshill, y empezó los trabajos de conservación.
En 1953, la familia Lysaght pone el castillo al cuidado del Ministerio de Obras. En 1977 Terry Gilliam filmó escenas de su adaptación de "Jabberwocky" de Lewis Carroll en el castillo. Durante 1984–1986, fue utilizado como una de las locaciones para el programa "Robin De Sherwood" de HTV, protagonizado por Michael Praed. En 1993 la banda brasileña de metal pesado Sepultura grabó parte de su quinto álbum Caos, en el castillo.

## El castillo en la actualidad
El castillo de Chepstow está abierto al público, y desde 1984 ha estado al cuidado de Cadw, la oficina del gobierno galés con la responsabilidad de proteger, conservar y promover el patrimonio histórico de Gales. El castillo organiza acontecimientos especiales y los visitantes pueden caminar a lo largo de las almenas hasta la torre de Marten. El castillo fue utilizado para la filmación de algunas escenas del 50 aniversario del Doctor Who.

## Galería

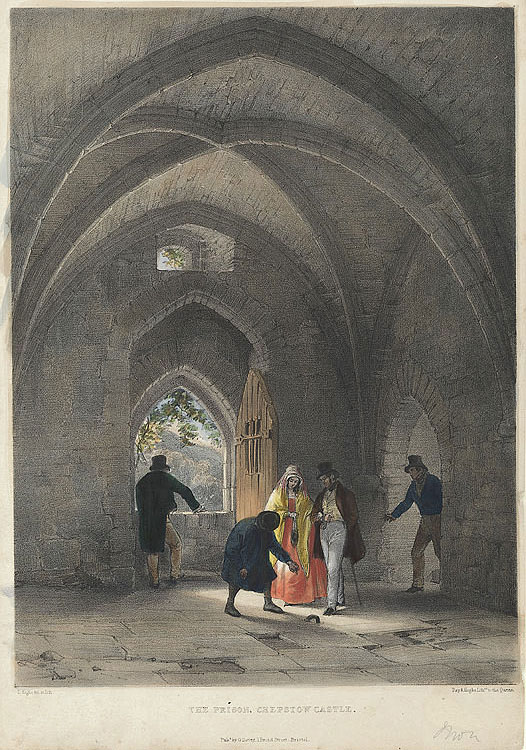
"La Prison", 1860. Este cuarto probablemente se utilizó como cava.
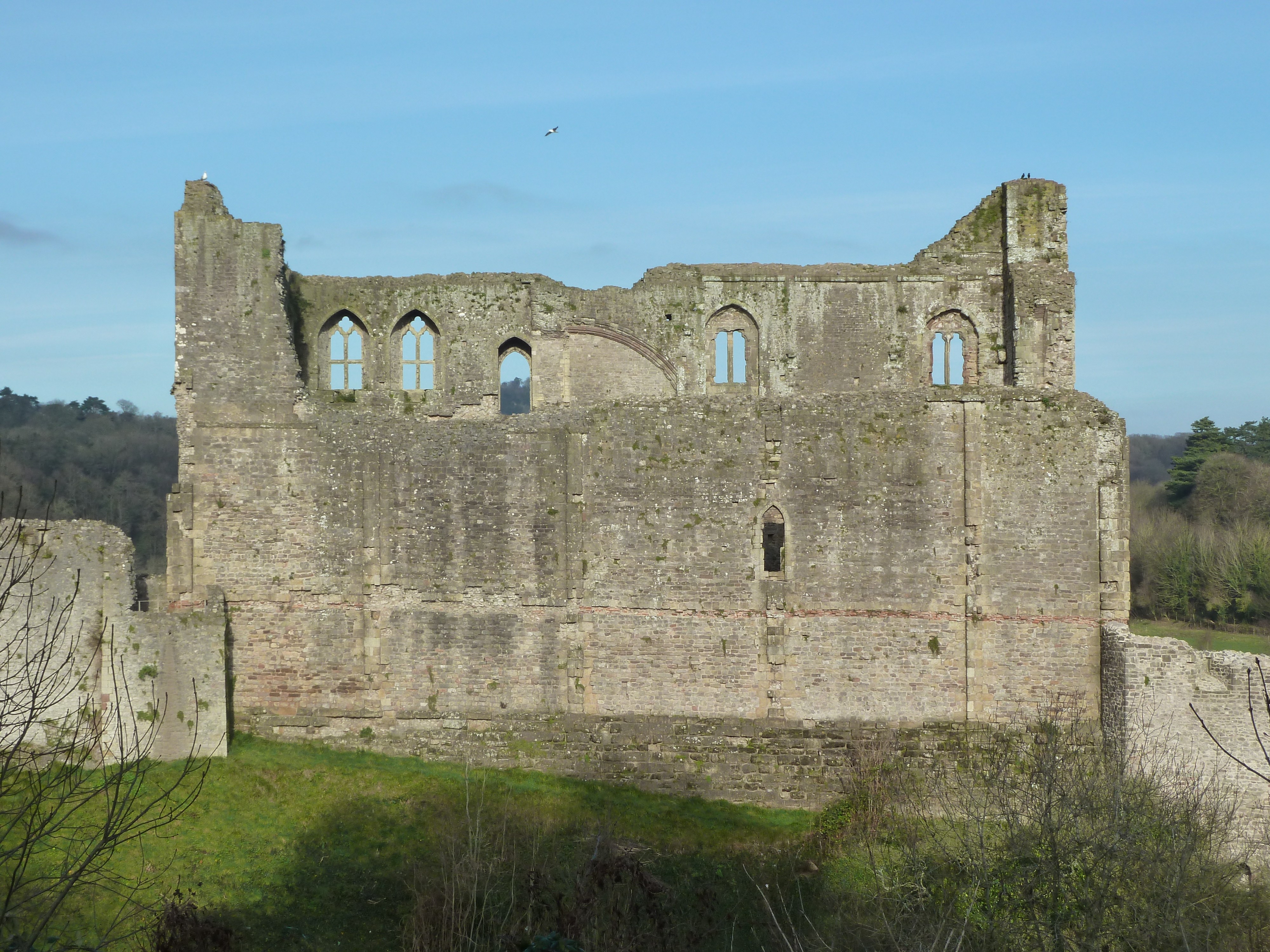
La gran torre vista desde el sur
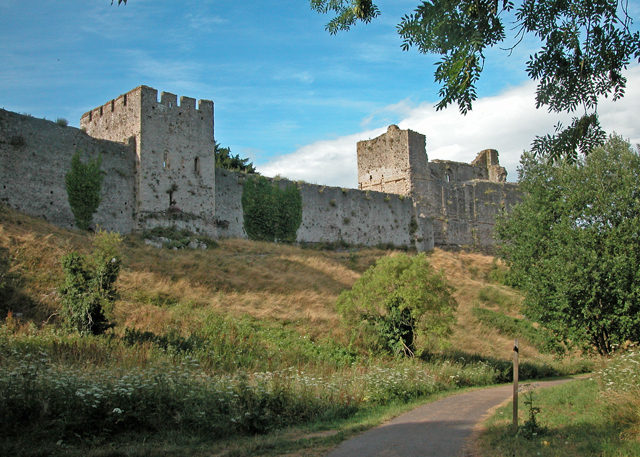
El castillo fotografiado desde un sendero en el valle del Wye.
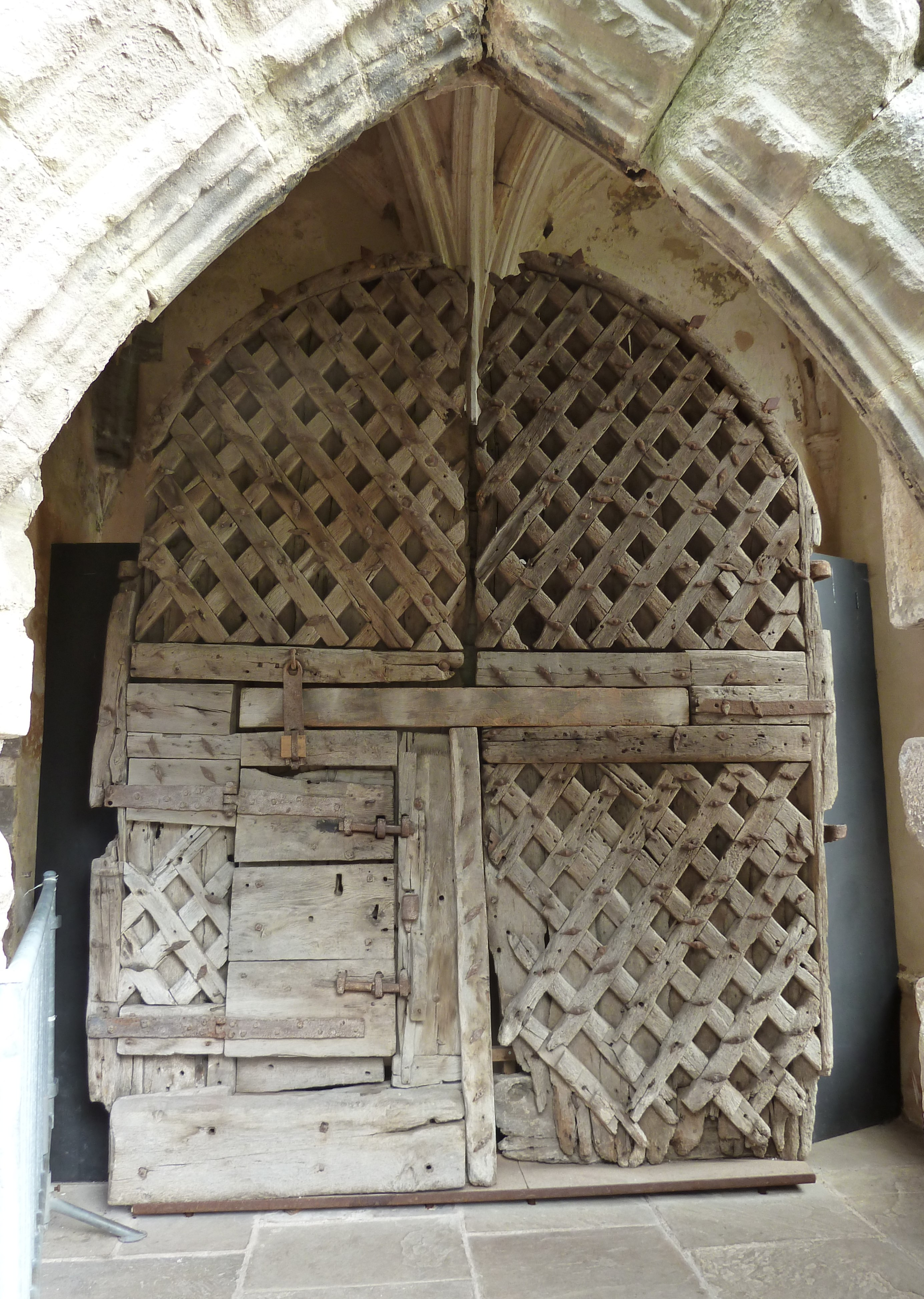
Puerta de madera del siglo XII
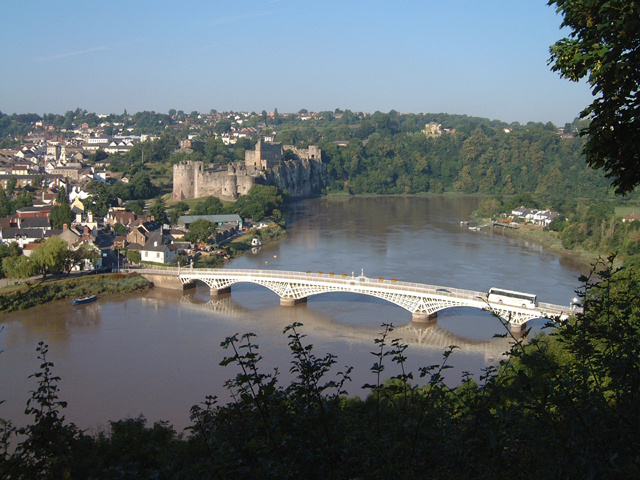
El castillo y el puente sobre río Wye construido en 1816, vistos desde Tutshill
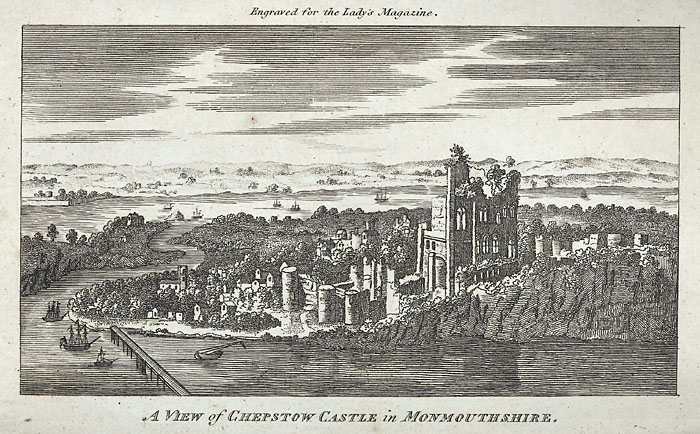
Castillo de Chepstow, 1800-1810
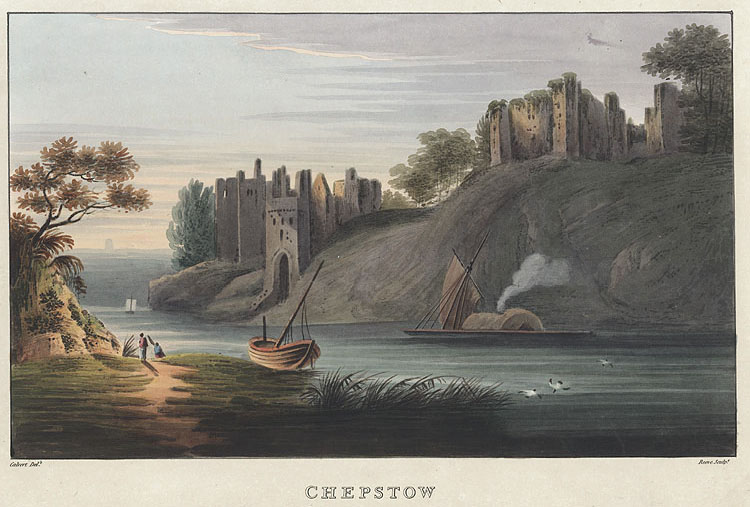
Botes en el río Wye junto al castillo, 1815
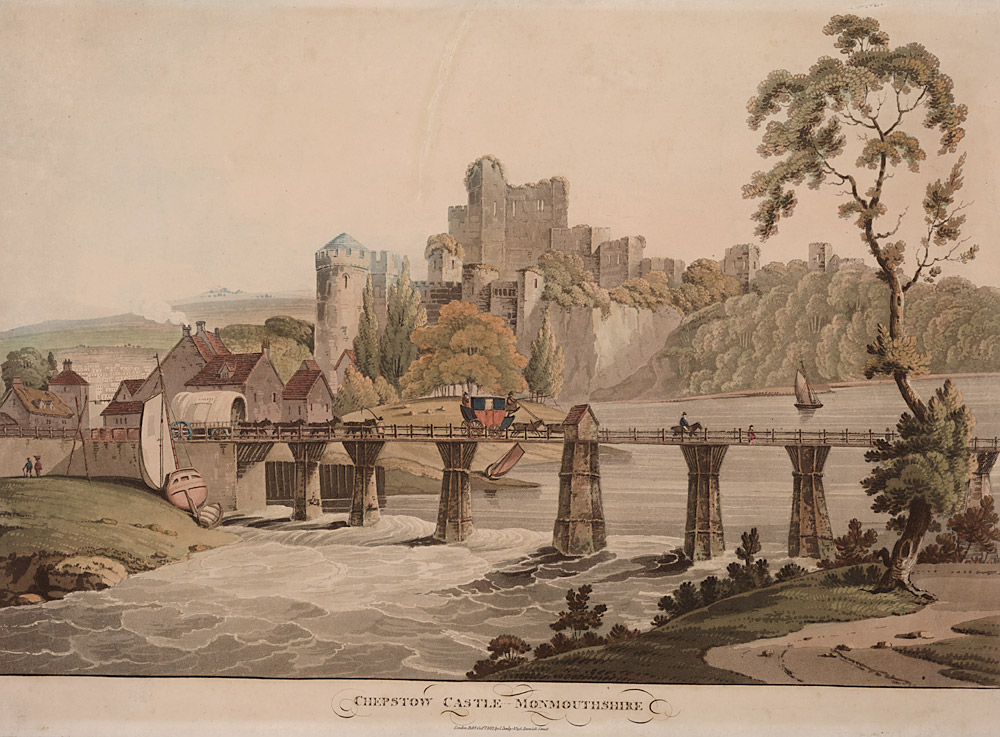
Vista del puente sobre el río Wye y las ruinas del castillo, impresión de 1812
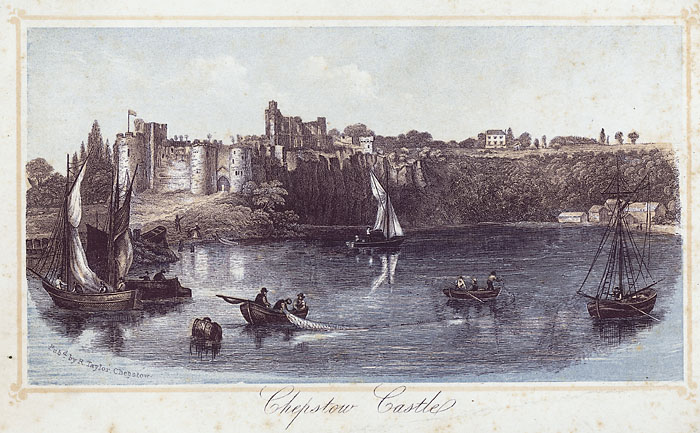
R. Taylor, ca. 1850.
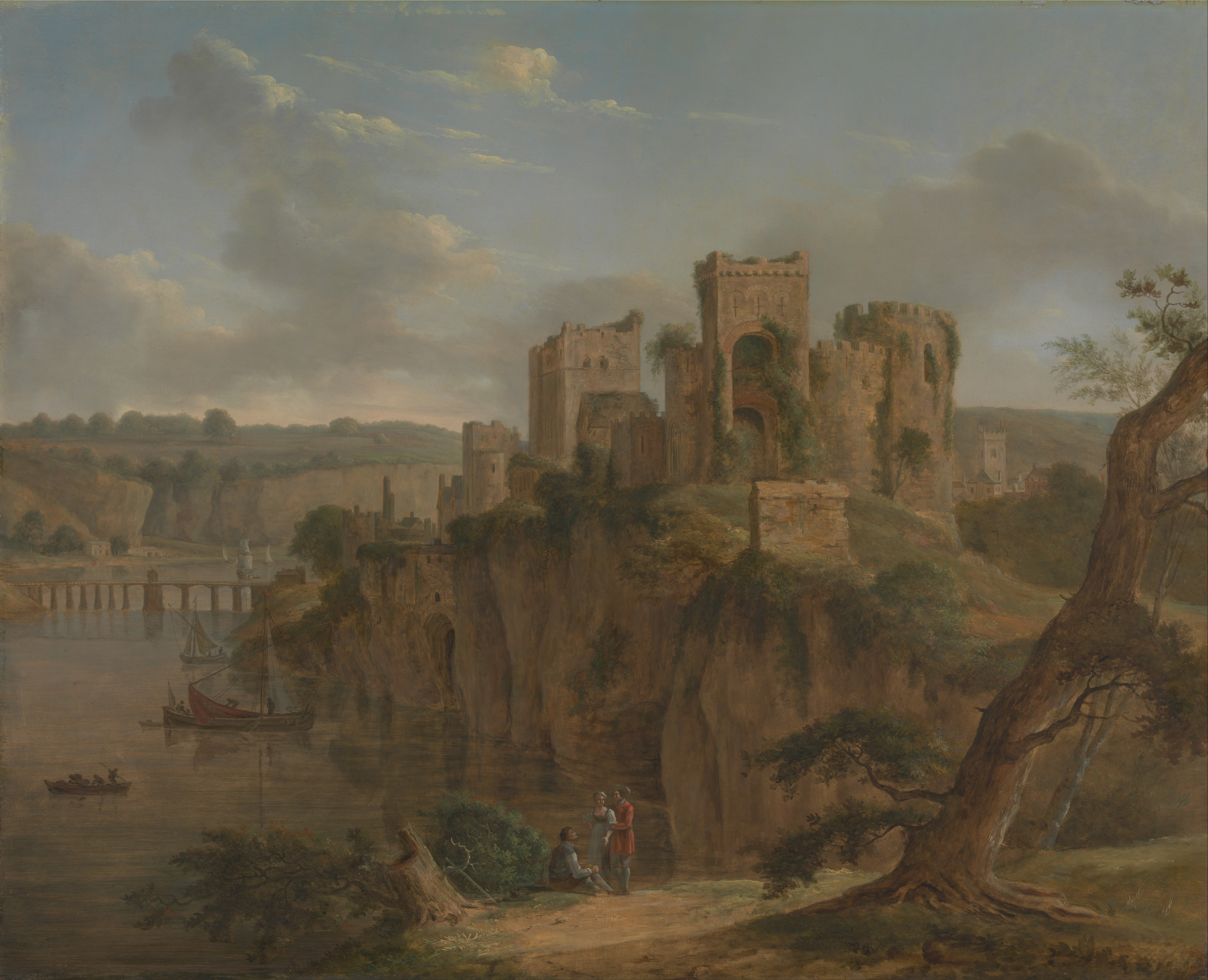
Castillo de Chepstow, c. 1795, by Hendrik Frans de Cort
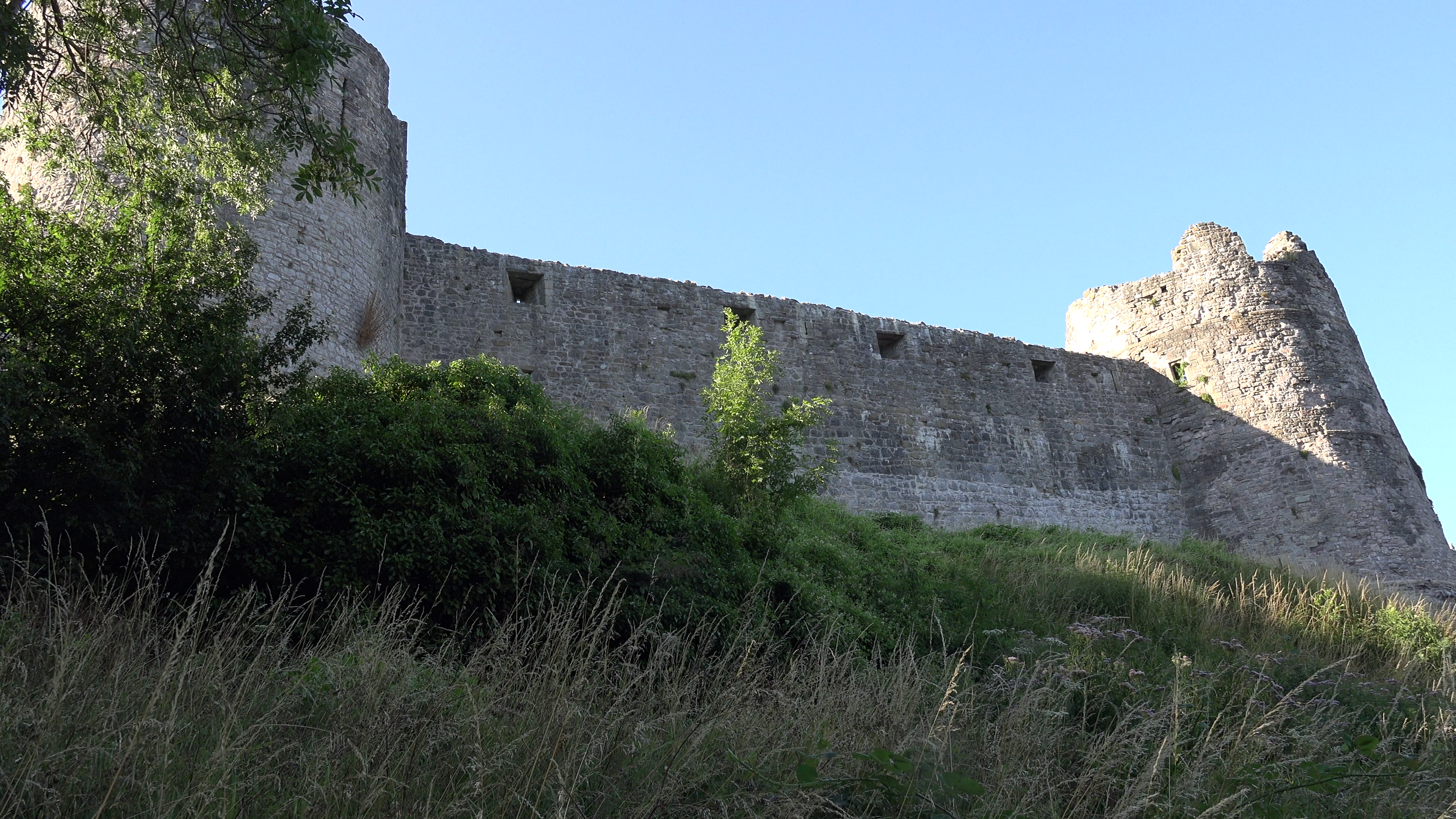
Murallas, 2015